# Circonscription de la Béotie
La circonscription de la Béotie (en grec Εκλογική περιφέρεια Βοιωτίας) est une circonscription législative de la Grèce. Elle correspond au territoire du nome de Béotie. Elle compte 108 108 électeurs inscrits en janvier 2015.

Situation de la circonscription de la Béotie

## Élections législatives de mai 2012

### Résultats
La circonscription de la Béotie élit quatre députés en mai 2012. Les élections ont lieu au scrutin proportionnel plurinominal avec prime majoritaire et un seuil de représentation de 3 % des suffrages exprimés au niveau national.
77 896 électeurs se sont exprimés sur 110 622 inscrits, soit un taux de participation de 70,42 %. Parmi les vingt-trois listes candidates, deux listes obtiennent au moins un siège dans la circonscription.
| Rang | Liste                              | Nombre de voix | Pourcentage des voix | Nombre de sièges |
| ---- | ---------------------------------- | -------------- | -------------------- | ---------------- |
| 1    | SYRIZA                             | +14 810,       | 19,41 %              | 1                |
| 2    | Nouvelle Démocratie                | +11 279,       | 14,78 %              | 3                |
| 3    | Mouvement socialiste panhellénique | +09 123,       | 11,96 %              | 0                |
| 4    | Grecs indépendants                 | +09 123,       | 11,96 %              | 0                |
| 5    | Parti communiste de Grèce          | +06 957,       | 9,12 %               | 0                |
| 6    | Aube dorée                         | +06 254,       | 8,20 %               | 0                |
| 7    | Gauche démocrate                   | +05 110,       | 6,70 %               | 0                |

### Députés

#### SYRIZA
La liste de la SYRIZA est en tête et obtient un siège.
| Rang | Nom             | Nombre de voix |
| ---- | --------------- | -------------- |
| 1    | Ioánnis Stathás | +3 979,        |

#### Nouvelle Démocratie
La liste de la Nouvelle Démocratie est deuxième et obtient trois sièges.
| Rang | Nom                 | Nombre de voix |
| ---- | ------------------- | -------------- |
| 1    | Evangelos Bassiakos | +3 385,        |
| 2    | Ioannis Karambelas  | +3 352,        |
| 3    | Andréas Koutsoumbas | +2 798,        |

## Élections législatives de juin 2012

### Résultats
La circonscription de la Béotie élit quatre députés en juin 2012. Les sièges sont répartis à l'issue d'un scrutin proportionnel plurinominal avec prime majoritaire entre les listes ayant obtenu au moins 3 % des suffrages exprimés au niveau national.
74 143 électeurs se sont exprimés sur 110 718 inscrits, soit un taux de participation de 66,97 %. Parmi les dix-huit listes candidates, deux listes obtiennent au moins un siège dans la circonscription.
| Rang | Liste                              | Nombre de voix | Pourcentage des voix | Nombre de sièges |
| ---- | ---------------------------------- | -------------- | -------------------- | ---------------- |
| 1    | SYRIZA                             | +22 525,       | 30,66 %              | 1                |
| 2    | Nouvelle Démocratie                | +17 869,       | 24,33 %              | 3                |
| 3    | Mouvement socialiste panhellénique | +08 462,       | 11,52 %              | 0                |
| 4    | Aube dorée                         | +06 441,       | 8,77 %               | 0                |
| 5    | Grecs indépendants                 | +06 141,       | 8,36 %               | 0                |
| 6    | Gauche démocrate                   | +04 403,       | 5,99 %               | 0                |
| 7    | Parti communiste de Grèce          | +03 442,       | 4,69 %               | 0                |

### Députés

#### SYRIZA
La liste de la SYRIZA est en tête et obtient un siège.
| Rang | Nom             |
| ---- | --------------- |
| 1    | Ioánnis Stathás |

#### Nouvelle Démocratie
La liste de la Nouvelle Démocratie est deuxième et obtient trois sièges.
| Rang | Nom                 |
| ---- | ------------------- |
| 1    | Evangelos Bassiakos |
| 2    | Ioannis Karambelas  |
| 3    | Andréas Koutsoumbas |

## Élections législatives de janvier 2015

### Résultats
La circonscription de la Béotie élit trois députés en janvier 2015. Les sièges sont répartis à l'issue d'un scrutin proportionnel plurinominal avec prime majoritaire entre les listes ayant obtenu au moins 3 % des suffrages exprimés au niveau national.
74 777 électeurs se sont exprimés sur 108 108 inscrits, soit un taux de participation de 69,17 %. Parmi les dix-sept listes candidates, deux listes obtiennent au moins un siège dans la circonscription.
| Rang | Liste                              | Nombre de voix | Pourcentage des voix | Nombre de sièges |
| ---- | ---------------------------------- | -------------- | -------------------- | ---------------- |
| 1    | SYRIZA                             | +30 355,       | 41,55 %              | 2                |
| 2    | Nouvelle Démocratie                | +16 577,       | 22,69 %              | 1                |
| 3    | Parti communiste de Grèce          | +05 085,       | 6,96 %               | 0                |
| 4    | Aube dorée                         | +04 858,       | 6,65 %               | 0                |
| 5    | Grecs indépendants                 | +03 532,       | 4,83 %               | 0                |
| 6    | La Rivière                         | +03 340,       | 4,57 %               | 0                |
| 7    | Mouvement socialiste panhellénique | +03 081,       | 4,22 %               | 0                |

### Députés
La répartition des sièges au sein de chaque liste élue dépend du nombre de voix obtenues individuellement par chaque candidat, suivant le système du vote préférentiel. Dans la circonscription de la Béotie, les listes peuvent comporter jusqu'à cinq candidats. Les électeurs peuvent exprimer un vote préférentiel pour l'un des candidats sur la liste pour laquelle ils votent.

#### SYRIZA
La liste de la SYRIZA est en tête et obtient deux sièges.
| Rang | Nom                | Nombre de voix |
| ---- | ------------------ | -------------- |
| 1    | Ioánnis Stathás    | +14 471,       |
| 2    | Athanasios Skoumas | +04 008,       |

#### Nouvelle Démocratie
La liste de la Nouvelle Démocratie est deuxième et obtient un siège.
| Rang | Nom                 | Nombre de voix |
| ---- | ------------------- | -------------- |
| 1    | Evangelos Bassiakos | +03 465,       |